# ساموئل هورست
ساموئل ج هورست یک فیزیکدان پزشکی، مخترع، دانشمند، آموزگار و نوآور بود.

## زندگی
هورست در ۱۳ اکتبر ۱۹۲۷ در شهر کوچکی به نام پونزوآ در شهرستان بل، کنتاکی زاده شد.

## پروژه‌های دوسیمتری ناسا
او برای ناسا پروژه‌های دوسیمتری انجام می‌داد. زمینه کاری او فیزیک محافظت از پرتو بود.